# 侯伯宇
侯伯宇（1930年9月11日—2010年10月6日），河南省永城市人  ，男，中国理论物理学家，曾任西北大学教授、西北大学现代物理研究所所长、陕西省科协副主席。

## 生平
侯伯宇1930年9月11日生于天津，1948年7月毕业于北京市育英中学高中。1948年9月始先后在清华大学、台湾大学和西北大学攻读物理学学士学位，1952年至1957年参加抗美援朝，在鞍山钢铁公司当苏联专家翻译。1957年9月回西北大学学习，1958年7月本科提前毕业后历任西安矿业学院物理系教师、教研室主任。1963年9月在中国科学院数学研究所攻读硕士学位，导师张宗燧，1966年7月毕业，留所工作。1973年5月调入西北大学，曾任西北大学校务委员会副主任、现代物理研究所所长、名誉所长。1980年4月晋升为教授，同年5月加入中国共产党。1985年获全国五一劳动奖章。2010年10月6日在西安病逝，享年80岁。

## 成就
关于非定域守恒流的研究，揭示了守恒流的根源，被称为“侯氏理论”。
论文集《规范场、群论与完全可积问题》。